# Potentilla recta
Potentilla recta es una especie de planta herbácea perenne perteneciente a la familia Rosaceae.

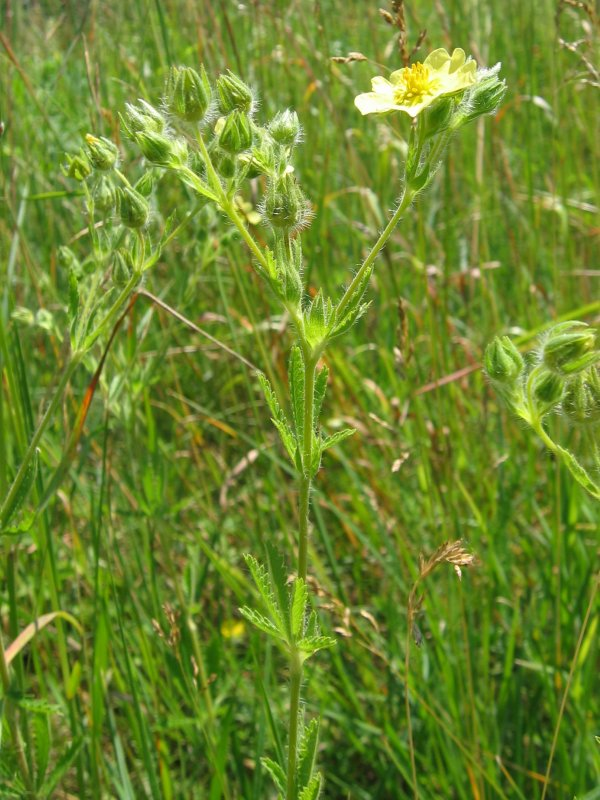
Habitus

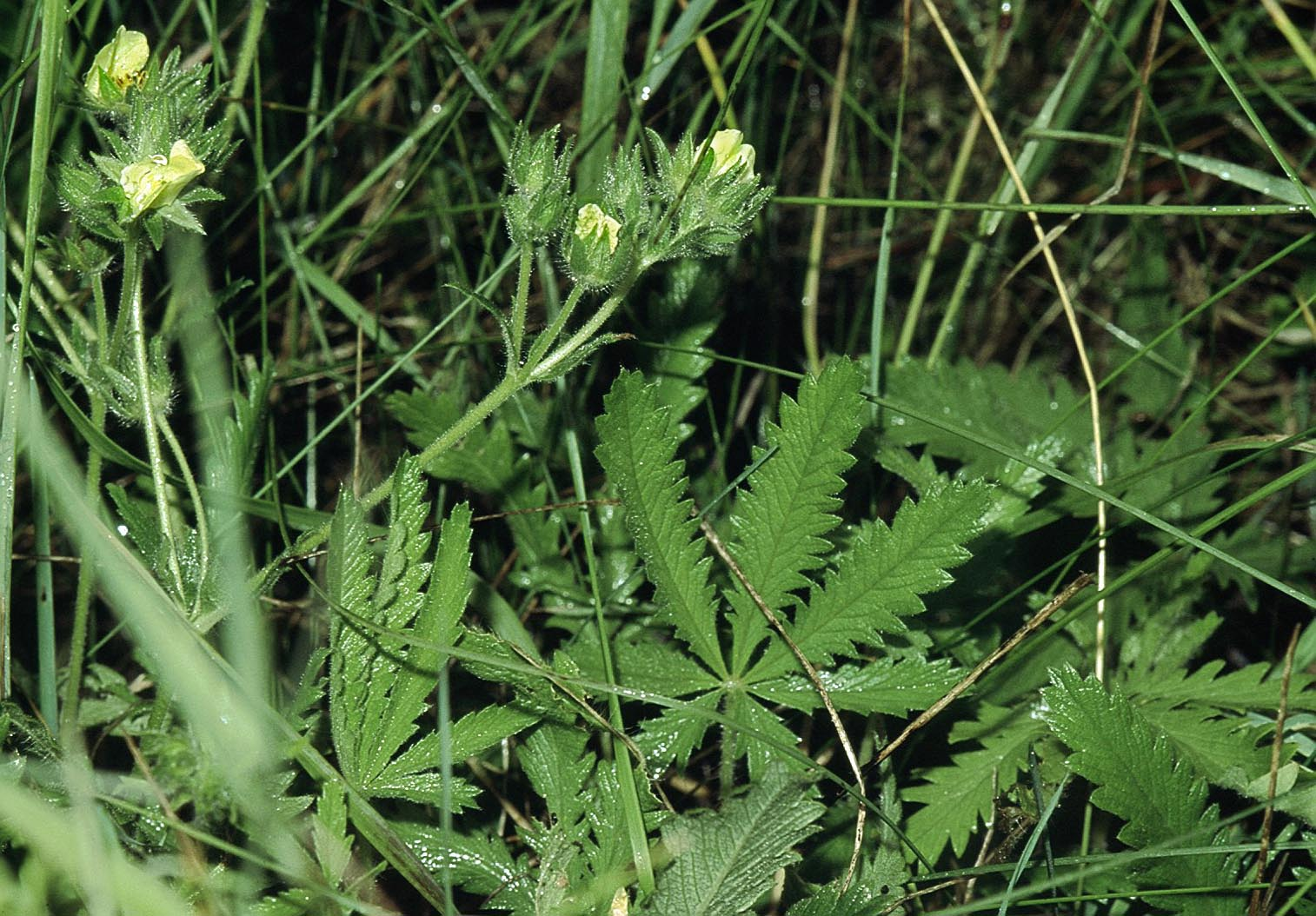
Potentilla recta subsp. recta

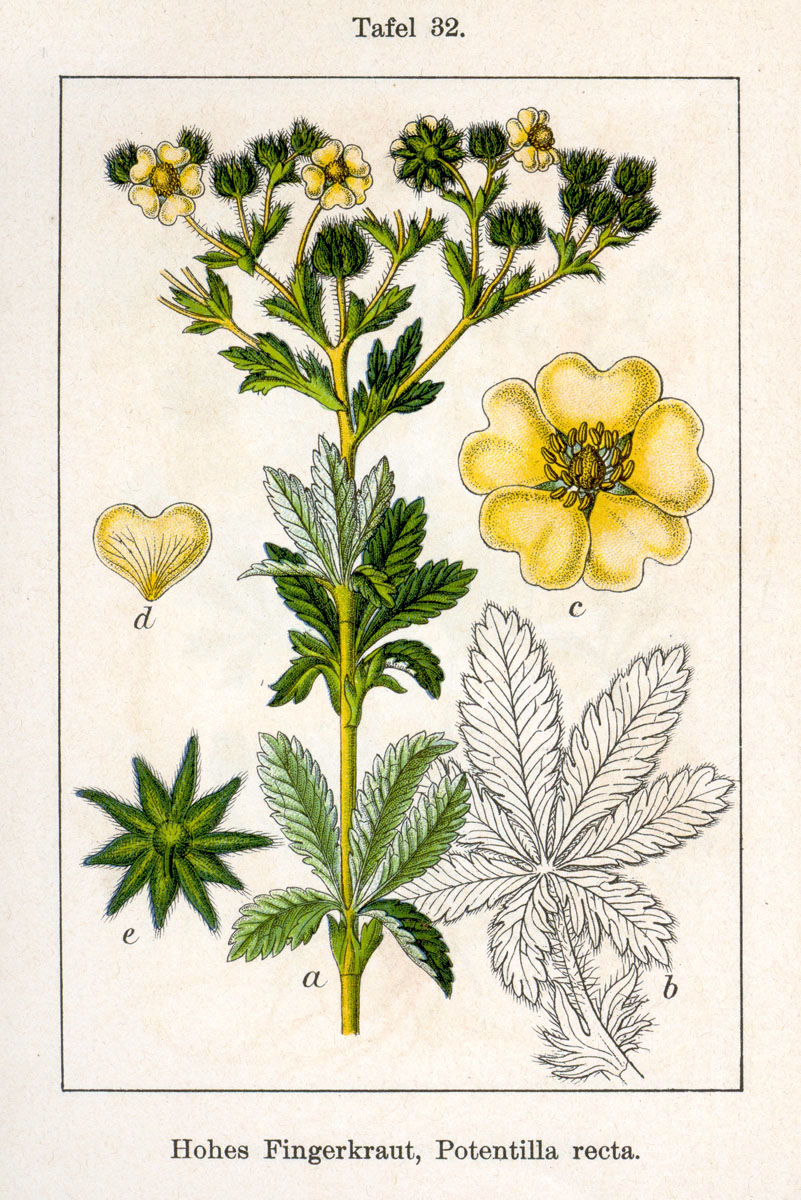
Deutschlands Flora in Abbildungen.

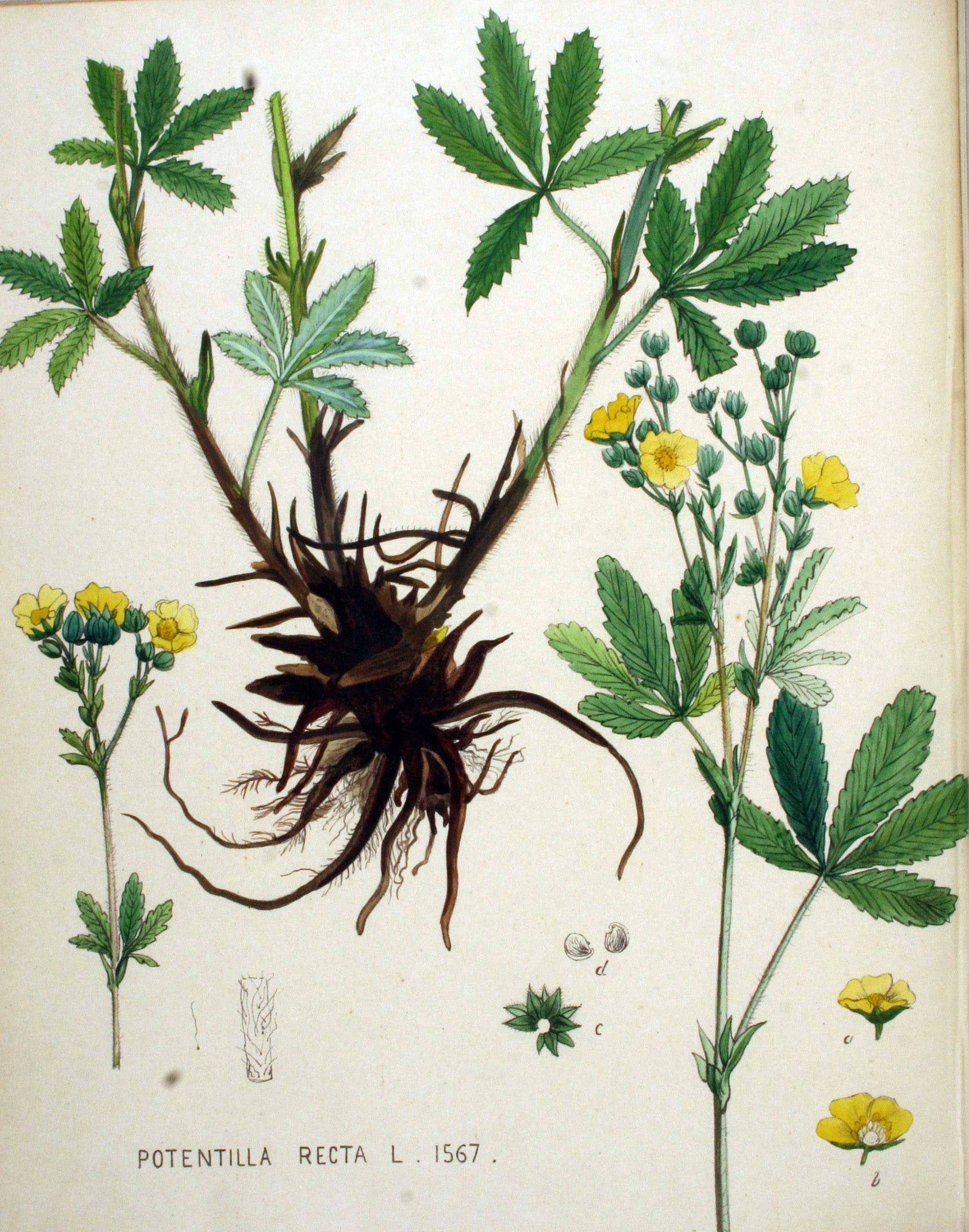
Ilustración en Flora Batava

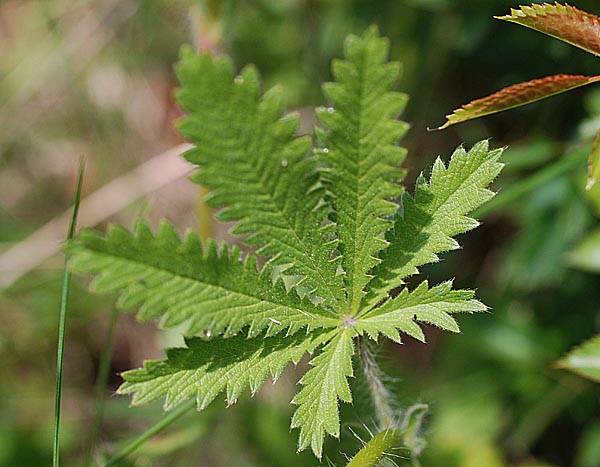
Detalle de la hoja

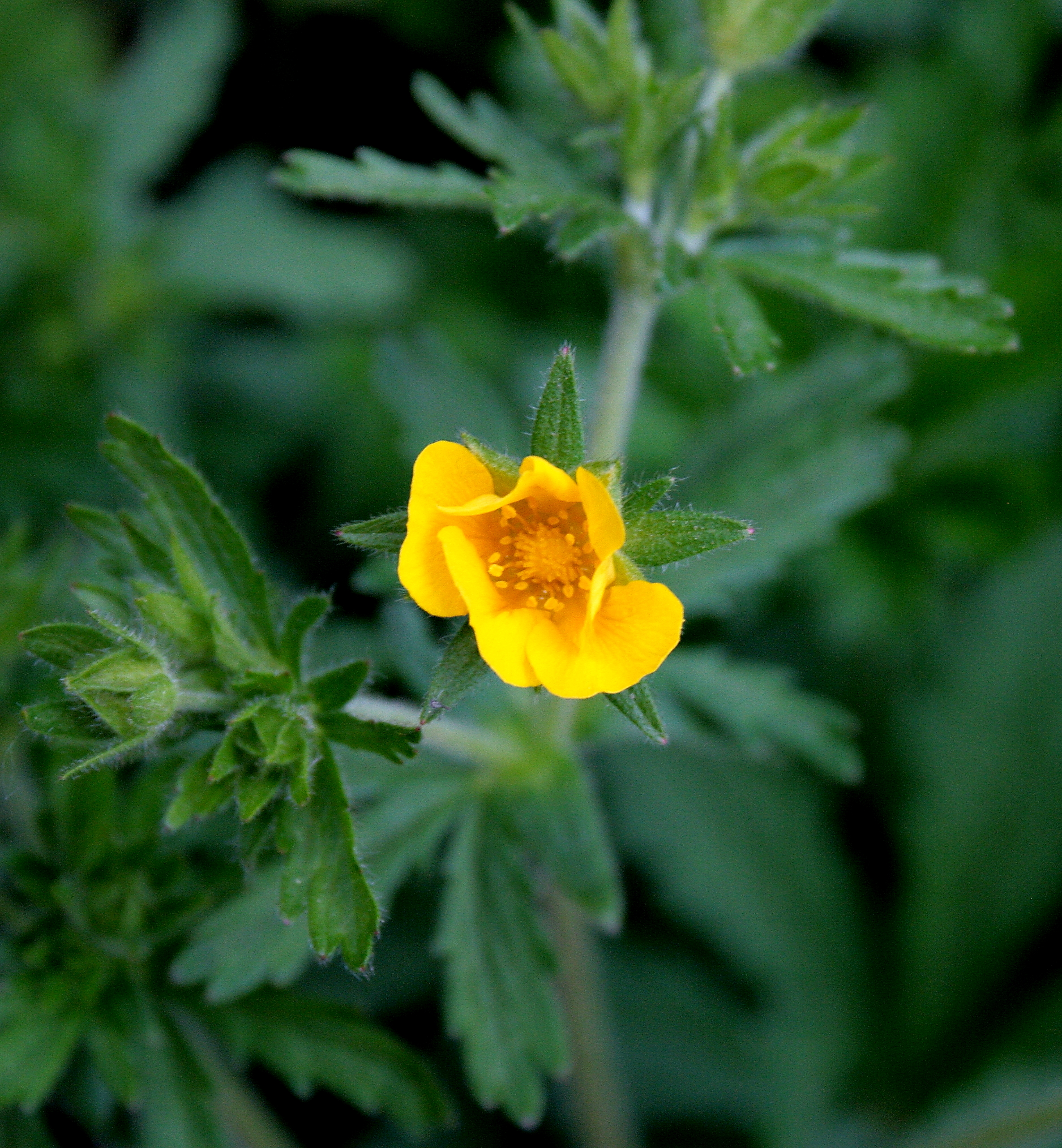
Planta con flor

## Caracteres
Hierba perenne muy pelosa, bastante robusta con numerosas flores amarillas en una inflorescencia laxa ramosa bastante plana en su parte superior. Tallos floríferos erectos de 10-50 (-60) cm de longitud. Tiene las hojas alternas, digitadas verdes palmeadas y con 5-7 folíolos de aserradas a pinnatisectas. Flores dispuestas, en cimas laxas; sépalos ovado-triangulares; 5 pétalos de 6-12 mm, de color amarillo, iguales o algo mayores que los sépalos; estambres y carpelos muy numerosos. Segmentos del epicáliz lineales. Fruto constituido por una cabezuela de aquenios. Florece en primavera y verano.

## Hábitat
Prados de las zonas montanas. Zonas baldías.

## Distribución
Distribuida por gran parte de Europa. Introducida en Gran Bretaña, Bélgica, Finlandia, Holanda, Noruega y Suecia.

## Taxonomía
Potentilla recta fue descrita por Carlos Linneo y publicado en Species Plantarum 1: 497. 1753.
Etimología
Potentílla: nombre genérico que deriva del latín postclásico potentilla, -ae de potens, -entis, potente, poderoso, que tiene poder; latín -illa, -illae, sufijo de diminutivo–. Alude a las poderosas presuntas propiedades tónicas y astringentes de esta planta. 
recta: epíteto latíno que significa "erecta".
Variedades aceptadas
- Potentilla recta subsp. crassa (Tausch ex Zimmeter) Rchb.f. ex Rothm.
- Potentilla recta subsp. iranica Rech.f.
- Potentilla recta subsp. laciniosa (Waldst. & Kit. ex Nestl.) Nyman
- Potentilla recta subsp. leucotricha (Borb s) So¢ ex Goli šov
- Potentilla recta subsp. obscura (Willd.) Arcang.
- Potentilla recta subsp. pilosa (Willd.) Rchb.f. ex Rothm.

Sinonimia
- Potentilla adriatica Murb.
- Potentilla crassa Tausch ex Zimmeter
- Potentilla fallacina Bllocki
- Potentilla herbichii Bllocki
- Potentilla hirta auct. balcan.
- Potentilla laciniosa subsp. transcaspia Th.Wolf
- Potentilla laeta Rchb.
- Potentilla leucotricha Borbás
- Potentilla obscura Willd.
- Potentilla pilosa Willd.
- Potentilla recta var. obscura (Willd.) W.D.J.Koch
- Potentilla recta var. pilosa (Willd.) Ledeb.
- Potentilla recta var. sulphurea (Lam.) Lapeyr.
- Potentilla semilaciniosa (Borbás) Borbás
- Potentilla velenovskyi Hayek
- (enlace roto disponible en Internet Archive; véase el historial, la primera versión y la última).
- Fragaria recta (L.) Crantz
- Hypargyrium rectum (L.) Fourr.
- Pentaphyllum rectum (L.) Nieuwl.
- Potentilla acutifolia Gilib.
- Potentilla cardiopetala Besser ex Ser.
- Potentilla × cavarnana Prod n
- Potentilla erecta Maiden
- Potentilla herbichii Bl>locki
- Potentilla × honoratae Bl>locki
- Potentilla macrophylla Schur
- Potentilla × nicolitiela Prod n
- Potentilla pallens Moench
- Potentilla pallida Lag. ex Besser
- Potentilla pseudopallida Siegfr.
- Potentilla pseudopilosa Porcius
- Potentilla sulfurea Lam.
- Potentilla sulphurea Lam.
- Potentilla tenuirugis Pomel
- Potentilla transcaspia (Th.Wolf) Lipsky
- Potentilla tuberosa J.Wolff
- Potentilla varnensis Velen.[5]